# Plataformismo

Plataformismo

El plataformismo es una tendencia anarcocomunista de carácter revolucionario y clasista que enfatiza en la creación de organizaciones anarquistas rigurosamente establecidas, luchando a través del anarcosindicalismo y articuladas por cuatro principios fundamentales: unidad ideológica, unidad táctica, acción colectiva y federalismo.
En línea con la plataforma organizativa, son constantes pero de forma diversa los análisis desde el materialismo histórico, la unidad táctica, económica, política y disciplinaria, tácticas de acción en comunidades y de guerra para la toma del poder político, y la finalidad económica única del anarcocomunismo, primando colectivismo sobre el individualismo. De acuerdo con Wayne Price, el plataformismo forma parte del «anarquismo organizador clasista» junto con el especifismo latinoamericano.

## Orígenes históricos y fuentes teóricas
Es una corriente que nace del anarcocomunismo, con las primeras propuestas históricas que promueven organizarse en la tradición de la Plataforma Organizativa para una Unión General de Anarquistas (Propuesta) de Néstor Majnó, Ida Mett, Piotr Arshínov, Valevsky, Linsky. La plataforma nació de las experiencias de los anarquistas rusos durante la Revolución de octubre de 1917, que condujo finalmente a la victoria de la dictadura del partido bolchevique en vez de a la autogestión de obreros y campesinos. Cabe mencionar que el Ejército Negro se enfrentó al Ejército Blanco y posteriormente al Ejército Rojo de León Trotski.
La plataforma intenta explicar y solucionar los fallos del movimiento anarquista durante la Revolución rusa y del anarquismo en aquella época como ser la falsa interpretación del principio de libertad individual en las filas del anarquismo, entre otras cosas. Como documento polémico, la plataforma provocó tanto elogios como críticas de anarquistas de todo el mundo.
La Plataforma Organizativa para una Unión General de Anarquistas (borrador) fue escrita en 1926 por el grupo Dielo Trudá («Causa Obrera»), un grupo de anarquistas rusos exiliados en Francia. El folleto es un análisis de las prácticas anarquistas básicas, una visión de la sociedad anarquista, y recomendaciones de cómo debería funcionar una organización anarquista antes y durante la revolución. Los cuatro principios fundamentales por los que debería funcionar una organización anarquista, según la Plataforma, son unidad ideológica, unidad táctica, disciplina y acción colectiva, y federalismo. Hasta fechas recientes, la Plataforma era conocida como «Plataforma organizacional de los comunistas libertarios» porque la traducción estaba basada en la traducción incorrecta de Volin, y no en el original ruso.
Argumenta que «tenemos una necesidad vital de una organización que, habiendo atraído a la mayoría de los participantes en el movimiento anarquista, establezca una línea política y táctica común para el anarquismo, y así sirva como una guía para todo el movimiento».
Otro texto fundamental para esta doctrina social es el Manifiesto comunista libertario del anarquista George Fontenis, donde se exponen los ejes principales de este nivel de organización anarquista:
- Unidad ideológica
- Unidad estratégica
- Unidad táctica
- Unidad en la acción colectiva e individual
- Federalismo y democracia directa interna y externa

Todos estos ejes están en concordancia copulativamente con dos elementos fundamentales para las organizaciones anarquistas de masas o de cuadros: la disciplina revolucionaria y la acción directa como método de lucha de las masas.
La organización se visualiza como un tipo distinto de vanguardia casi invisible, a modo de las ideas de Mijaíl Bakunin en la Alianza Internacional de la Democracia Socialista promoviendo la llamada dictadura invisible, con un deber mayormente propositivo y dinamizador de los procesos, que aporta su visión amplia de la sociedad concretada en análisis y lecturas.
Se pueden encontrar antecedentes sobre esta forma de organización anarquista, en los clásicos, como Mijaíl Bakunin:

Entonces, hace apenas un año, nos preparábamos para la revolución que esperábamos más pronto los unos, más tarde los otros; y ahora, digan lo que digan los cegatos, estamos en plena revolución. Entonces era absolutamente necesario mantener en alto la bandera de los principios teóricos, exponer altamente esos principios en toda su pureza para formar un partido, por poco numeroso que fuera, pero compuesto únicamente de hombres que estuvieran sincera, plena, apasionadamente entregados a estos principios, de modo que cada uno en tiempos de crisis pudiera contar con todos los demás. Ahora ya no se trata de reclutar. Hemos logrado formar, bien o mal, un pequeño partido: pequeño con respecto al número de los hombres que se adhieren a él con conocimiento de causa, inmenso con respecto a sus adherentes instintivos, con respecto a esas masas populares cuyas necesidades representa mejor que cualquier otro partido. Ahora hemos de embarcarnos todos juntos en el océano revolucionario y hemos de propagar nuestros principios no ya mediante palabras sino mediante hechos, ya que es la más popular, poderosa e irresistible de las propagandas. Callemos a veces nuestros principios cuando la política, o sea nuestra impotencia momentánea con respecto a una gran potencia contraria lo exija, pero seamos siempre implacablemente consecuentes en los hechos. Toda la salvación de la revolución reside en ello
Mijaíl Bakunin, Cartas a un francés (1871)

Los plataformistas admiten como trasfondo doctrinal alguna forma de materialismo histórico o «materialismo sociológico» (al estilo de Bakunin) como requisito indispensable para cualquier análisis anarquista y como declaración oficial de cualquier organización anarquista y no sólo como un punto de vista. El hecho de que algunos plataformistas asuman obligatoriamente el materialismo histórico no significa en absoluto que sean marxistas, ya que la forma específica de materialismo histórico marxista es el socialismo científico que no es lo mismo que materialismo histórico.

## Organización
La referencia organizativa del comunismo anarquista se concreta en la Federazione dei Comunisti Anarchici en 2005. En el aspecto organizativo son exclusivistas, tanto su proyecto como sus integrantes trabajan todos para la consecución de la plataforma. Si bien son antiautoritarios, enfocan más su accionar en términos de la lucha de clases lo cual trae como consecuencias que algunas de sus formas de trabajo sean consideradas por el resto de anarquistas como reformistas, al considerar estos que descuidan la lucha de los individuos libres contra la autoridad.
Le dan un gran enfoque a la organización sólida con una sola línea filosófica y una sola línea económica, por lo cual dicen sus detractores que funcionan internamente como partidos políticos. Lo que si se encuentra en los programas políticos de estas organizaciones plataformistas, es la construcción de poder popular, entendiéndolo fuera de la esfera estatal. Por estas razones llaman a su forma de organización «anarquismo organizado», aunque estos nombres dados pueden resultar algo confuso para el resto de anarquistas y organizaciones anarquistas de otras tendencias. En este sentido, el teórico plataformista contemporáneo Wayne Price señala que los «anarquistas antiorganizadores» —para este autor son los individualistas, los primitivistas y los posizquierdistas— cuando mucho «aceptan colectivos locales, con la asociación más laxa entre sí (una “red”)».
Sin embargo, Wayne Price plantea que «estas organizaciones anarquistas no serán “partidos”, porque no buscarán tomar el poder para sí mismas. Buscarán liderar a través de las ideas y del ejemplo, sin dominar o apoderarse de las organizaciones populares, y sin tomar el poder estatal».

## Coincidencias con otras organizaciones
El plataformismo coincidió aparentemente en algunos de sus postulados filo-partidistas, sin tener vínculo directo entre sí, con la Federación Anarquista Uruguaya o FAU (fundada en 1956), y su expresión político militar de los 1960, la OPR 33. La FAU denominó a su estilo de organización interna como «especifismo» dando a entender con esto que son una organización política específicamente anarcocomunista, la FAU también aclara en sus comunicados que no son plataformistas pues ya tienen su propia doctrina interna. Algunos simpatizantes plataformistas en ocasiones consideran que las coincidencias entre su doctrina y la doctrina de la FAU son tan fuertes que asumen para sí la etiqueta política de «especifistas» creada por la FAU.
Aunque de forma anecdótica, otra organización a la que se ha querido asociar teóricamente y en retrospectiva con el plataformismo —si bien tampoco tuvo una conexión directa con la teoría plataformista— es Resistencia Libertaria, una agrupación anarquista político-militar y clandestina que existió entre 1974 a 1978 en Argentina. En el año 1977 un panfleto de esta agrupación plantea la necesidad que tendrían los anarquistas de un partido político que sea a la vez un grupo armado.

## Anarkismo.net
La página web multilingüe Anarkismo.net, creada en 2005, es un punto de encuentro de organizaciones plataformistas de todo el mundo. Funciona a manera de una organización internacional y para poder tener acceso al consejo editorial del sitio web cada grupo participante debe adherir específicamente al anarcocomunismo según como es entendido por los plataformistas. En el consejo editorial están representadas 14 organizaciones plataformistas de 10 países y 6 idiomas distintos.